# تايروسول
تايروسول (بالإنجليزية:   Tyrosol)‏، وهو مشتق من الكحول الفينيلي. وهو أحد مضادات الأكسدة  الفينولية الطبيعية الموجودة في مجموعة متنوعة من المصادر الطبيعية. ويعتبر من المصادر الرئيسية في غذاء الإنسان مثل زيت الزيتون. كما أنها واحدة من الفينولات الطبيعية الرئيسية في زيت الأركان وزيت الزيتون، يشكل التايروسول إسترات مع 
الأحماض الدهنية.